# Єлшава
Єлшава (словац. Jelšava) — місто в Словаччині у складі Банськобистрицького краю. Площа міста 46,8 км². Станом на 31 грудня 2017 року в місті проживало 3216 жителів.

## Історія
Перші згадки про місто датуються 1243 роком.

## Населення
| Рік:            | 1994. | 2004.    | 2014.   | 2024.   |
| --------------- | ----- | -------- | ------- | ------- |
| Кількість осіб: | 2909  | 3249     | 3191    | 3177    |
| Різниця:        |       | +11,68 % | -1,78 % | -0,43 % |

| Рік:            | 2023. | 2024.   |
| --------------- | ----- | ------- |
| Кількість осіб: | 3160  | 3177    |
| Різниця:        |       | +0,53 % |